# György Sarlós
György Sarlós, född 29 juli 1940 i Budakeszi, är en ungersk före detta roddare.
Sarlós blev olympisk silvermedaljör i fyra utan styrman vid sommarspelen 1968 i Mexico City.